# سبع سنوات من التلهف
سبع سنوات من التلهف هو اعتقاد شائع، يُقال عنه أحياناً «دعم نفسي»، وهو أنّ السَّعادة في الزّواج أو العلاقة الرومانسية طويلة الأمد تنخفض بعد حوالي سبع سنوات.
استُخدِمت العبارة في عنوان مسرحيّة "The Seven Year Itch" لجورج أكسلرود، واكتسبت شعبيَّة في أعقاب الفيلم الذي تمَّ تعديله عام 1955 من بطولة مارلين مونرو وتوم إيويل.
يَنسِبُ فيليب جيسوب المفهوم في روايته «السنة الثامنة» عام1913، إلى القاضي البريطاني السّير فرانسيس جون. توسّعت العبارة منذ ذلك الحين لتشير إلى دورات من عدم الرِّضا ليس فقط في العلاقات الشخصيَّة، ولكن في أي حالة شبيهة مثل العمل في وظيفة بدوام كامل أو شراء منزل، حيث غالبًا ما يظهر انخفاض في السعادة والرضا على مدى فترات طويلة من الزّمن.

## معدّلات الطّلاق
تضع فكرة «الشَّهوة لمدة سبع سنوات» وقتًا محددًا للظّاهرة الملحوظة عمومًا وهي أنَّ مجموعة البيانات الخاصّة بالمتزوّجين تُظهِر ارتفاعًا ثمَّ هبوطًا لخطر الطَّلاق بمرور الوقت. ومع ذلك، فإنَّ النَّتائِج الإحصائيَّة من مجموعات البيانات هذه حسّاسة للغاية للأساليب الإحصائيّة المستخدمة، وقد تعكِسُ هذه الأنماط الطّريقة فقط، وليس أيّ حقيقة أساسيّة.
ثبتَ في العيِّنات المأخوذة من المركز الوطنيّ الأمريكيّ للإحصاءات الصحيّة، أنَّ هناك مُتوسط لمدّة الزّواج بمرور الوقت. ففي عام 1922، كان مُتوسِّط مدة الزّواج المنتهي بالطّلاق 6.6 سنوات. وفي عام 1974 كان متوسّط المدة 7.5 سنوات. أما في عام 1990 كان متوسّط المدة 7.2 سنة. في حين أنَّ هذه النّتائج يمكن أن تَتغيَّر من سنة إلى أخرى، فإنّ المتوسِّطات تبقى قريبة نسبيًا من مُعدّل السَّبعِ سنوات. عام 2012، وَجَدت الأبحاث أنَّ مُعدّلات الطّلاق الأمريكيّة بلغت ذروتها بعد حوالي 10 إلى 12 عامًا.
وَجدت دراسات صينيّة أخرى أن معدّلات الطّلاق في الزّواجات التي تمَّت بين عامي 1980 و2010 بلغت ذروتها في أيّ مكان من 5 سنوات إلى 10 سنوات بعد الزّواج، أمّا في الزّواجات الحديثة (التي بعد عام 2000) فتزداد إحتماليّة الطّلاق بفترةٍ أقصرَ من ذي قبل.
كما تُظهر معدّلات الطّلاق في فنلندا اعتبارًا من عام 2018 أنماطًا مماثلة، تتَّفِقُ معَ المفاهيمِ النَّفسيّة لـ«شهر العسل» و«الرّغبة لمدّة سبع سنوات».

## التَّأثيراتالإعلامية
اكتسب الاستخدام الحديث لهذه العبارة شعبيةً بعد فيلم نُشِر عام 1955 يحمل نفس الاسم بطولة مارلين مونرو. في الفيلم، يُرسل رجل عائلته في إجازة الصّيف بينما يعود إلى العمل. ثُمّ يبدأ في تخيُّل النِّساء التي كان لديه مشاعر تجاههُنّ من قبل، عندما تنتقلُ جارَته الجديدة (مارلين مونرو) ويُقَرِّر مُحاولة إغرائها. تسوء الأمور وينتهي به الأمر بعدم تجاوُزها، لكنَّه يعتقدُ أنَّ زوجته ستعرف بطريقة ما أنّه يحاول أن يكون غير مخلص (خائن).
في حين استُخدِمَ المصطلح في الأصل لظروف غير مواتية لمدّة طويلة، لكن ساعد الفيلم في نشر استخدامه للإشارة إلى إنخفاض المشاعر الرّومانسية بين الأزواج بمرور الوقت. أصبحت هذه العبارة شائعةً جدًا لدرجة أنّ بعض الأزواج يستخدِمونها كمؤشِّر على عُمر زواجهم، ومنَ الأمثلةِ الشهيرةِ على ذلك السياسيّ البافاريّ غابرييل باولي، الذي طُلِّق مرّتين. وتقترح زوجته أنّه يجبُ إنهاء الزواج بعد سبعِ سنواتٍ، مع مُطالبة الزَّوجين بإعادة الوفاء بِعُهودهما إذا رغبوا في الاستمرار لمدّة سبع سنوات أخرى.